# 아노시구

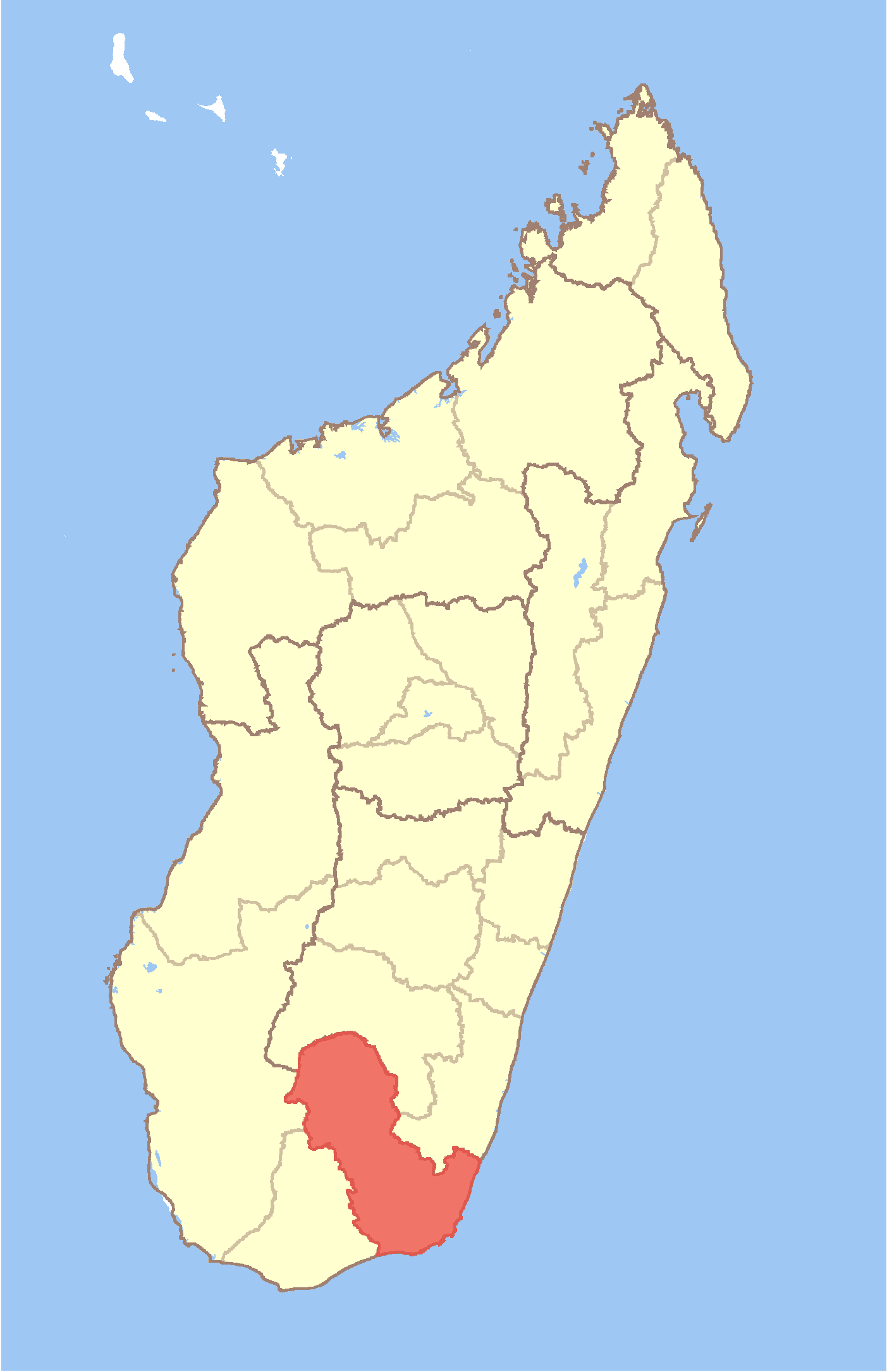
아노시 구의 위치

아노시구(말라가시어: Anosy)는 마다가스카르 남동부에 위치한 구로 행정 중심지는 톨라나로이며 면적은 25,731km2, 인구는 544,200명(2004년 기준)이다. 북쪽으로는 아치모아치나나나 구와 이호롬베 구, 남쪽으로는 안드로이 구, 서쪽으로는 아치모안드레파나 구와 접한다. 3개 현을 관할한다.